# Karl-Maria Kertbeny
Karl-Maria Kertbeny o Károly Mária Kertbeny (Viena, 28 de febrero de 1824 - Budapest, 23 de enero de 1882) fue un escritor, poeta, traductor del húngaro al alemán, patriota húngaro y pionero del movimiento homosexual. Utilizó por primera vez los términos «heterosexual», «homosexual» y «bisexual» entre 1868 y 1869.

## Biografía
El verdadero apellido de Kertbeny era Benkert. Su padre, Anton Benkert, era escritor y su madre, Charlotte Graf, pintora. Dos años después de su nacimiento, la familia se instala en Budapest para dirigir un hotel.
Kertbeny, de joven, entró como aprendiz en una librería. En aquel tiempo, uno de sus amigos se suicidó tras ser chantajeado por ser homosexual. Esto impresionó vivamente a Kertbeny y se propuso combatir toda forma de injusticia, convirtiéndose en un activo reivindicador de los derechos de los homosexuales.

## Activismo en favor de los derechos humanos

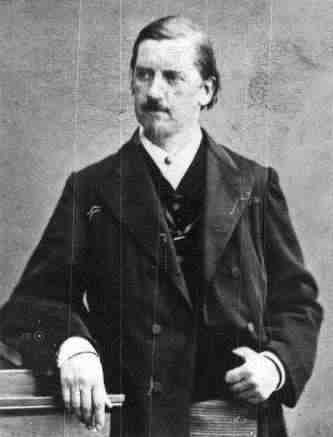
Karl Maria Kertbeny alrededor de 1860.

Kertbeny publicaba numerosos textos sobre la homosexualidad, animado por (según sus palabras) un interés antropológico y también se destacó como un defensor de los derechos del hombre. Publicará numerosas obras en contra del párrafo 143 del Código Penal prusiano, que castigaba la homosexualidad y cuyo espíritu punitivo pervivirá en el párrafo 175 del Código Penal alemán. Kertenby sostenía que las leyes en contra de la homosexualidad eran contrarias a los derechos del hombre y que los actos sexuales privados libremente consentidos no debían tener relevancia penal.
Entre los argumentos de los que fue precursor se encuentra, por ejemplo, su defensa de la homosexualidad como un estado innato y permanente de las personas (por tanto, no adquirido ni modificable): esta opinión contrastaba con la idea dominante en la época, que consideraba la homosexualidad como un vicio.
En 1878 contribuirá con un capítulo sobre la homosexualidad en la obra Die Entdeckung der Seele (El descubrimiento del alma) del naturalista Gustav Jäger. Este capítulo fue rechazado por el editor, que lo encontraba excesivamente polémico. Sin embargo, Jäger asumirá la terminología de Kertenby y la utilizará en el resto de la obra. El psiquiatra austro-húngaro Richard von Krafft-Ebing utilizará también esta terminología en su obra Psychopathia Sexualis de 1886, popularizando así los términos homosexual, heterosexual y bisexual.

## Traducciones poéticas y amistades literarias
Kertenby tradujo al alemán la obra de numerosos poetas y escritores húngaros, como Sándor Petőfi, János Arany o Mór Jókai. Tuvo amistad con destacadas figuras de las letras como Heinrich Heine, George Sand, Alfred de Musset, Hans Christian Andersen o los Hermanos Grimm.

## Muerte
Probablemente murió por las secuelas de una sífilis que contrajo a los 38 años. Su tumba fue identificada en 2001 por la socióloga Judit Takács en el cementerio Kerepesi de Budapest. La comunidad gay le erigió una nueva lápida y, desde 2002, le dedica anualmente una corona funeraria.

## Otros datos
El escritor e historiador de la literatura Lajos Hatvany considera a Kerenby uno de los mejores y más injustamente olvidados autores húngaros. Su nombre aparece también en la correspondencia entre Marx y Engels, que le consideran un tonto útil.

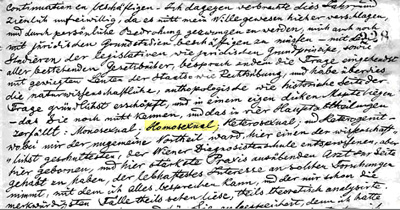
Carta de Kertbeny donde se documenta por primera vez en la Historia el uso de la palabra "homosexual" (1868). Foto: Biblioteca Nacional Húngara.

## Obras
Karl Maria Kertbeny, Schriften zur Homosexualitätsforschung (editor: Manfred Herzer), Rosa Winkel verlag, Berlín 2000. ISBN 3-86149-103-6 (No existe traducción al español)